# Boeing F2B
Il Boeing F2B, indicato dall'azienda come Boeing Model 69, fu un aereo da caccia imbarcato monomotore biplano sviluppato dall'azienda statunitense Boeing negli anni venti.
All'epoca fu un modello molto noto al pubblico statunitense in quanto utilizzato dalla pattuglia acrobatica della United States Navy Three Sea Hawks.

## Storia del progetto
Nei primi anni venti, il Bureau of Aeronautics (BuAer), dipartimento della United States Navy (la marina militare statunitense) deputato alla gestione del materiale e tecnologia della propria componente aerea, espresse l'esigenza di standardizzare la fornitura dei motori aeronautici che equipaggiavano i velivoli in dotazione. Nello stesso periodo, il reparto tecnico della Boeing avviò una serie di prove effettuate su cellule di modelli già prodotti dotandole di diverse motorizzazioni, e i risultati ottenuti abbinando un radiale Pratt & Whitney R-1340B Wasp ad una cellula dell'FB-5 (Model 15), convinsero l'azienda ad avviare su propria iniziativa lo sviluppo di un nuovo modello.
Il progetto, identificato dall'azienda come Model 69, era relativo ad un aereo da caccia destinato ad operare dai ponti di volo delle portaerei che riproponeva l'impostazione del Model 15, cellula con struttura in tubi d'acciaio saldati tranne nei piani alari, con struttura lignea, caratterizzato da una grande protezione ogivale posta sul mozzo dell'elica per ottimizzarne l'aerodinamicità, soluzione che non venne poi adottata in produzione. La capacità offensiva era affidata a una coppia di mitragliatrici, o due calibro .30 in (7,62 mm) o una pari calibro più una calibro .50 in (12,7 mm), oltre alla capacità di trasportare quattro bombe da caduta da 11 kg (25 lb) su rastrelliere subalari più una quinta opzionale appesa sotto la fusoliera.
Il prototipo, al quale venne assegnata la designazione XF2B-1 come da convenzioni allora adottate (X per eXperimental), venne portato in volo per la prima volta il 3 novembre 1926, per essere consegnato in seguito alla NAS Anacostia che lo avviò a prove di valutazione.
Durante i test il velivolo fu in grado di raggiungere una velocità di 248 km/h (154 mph), impressionando favorevolmente la commissione esaminatrice che lo giudicò idoneo al servizio; di conseguenza la US Navy sottoscrisse con l'azienda un contratto di fornitura per 32 unità con la designazione F2B-1. Gli esemplari di produzione differivano dal prototipo per l'abbandono della vistosa carenatura dell'elica e per un diverso disegno dell'impennaggio che adottò il timone bilanciato dell'FB-5.
Oltre a questo non venne emesso alcun altro ordine dalla US Navy, tuttavia l'azienda costruì altri due esemplari, indicati come Model 69B, destinati al mercato estero ed acquistati uno dal governo brasiliano e il secondo dal governo dell'Impero giapponese.

## Impiego operativo

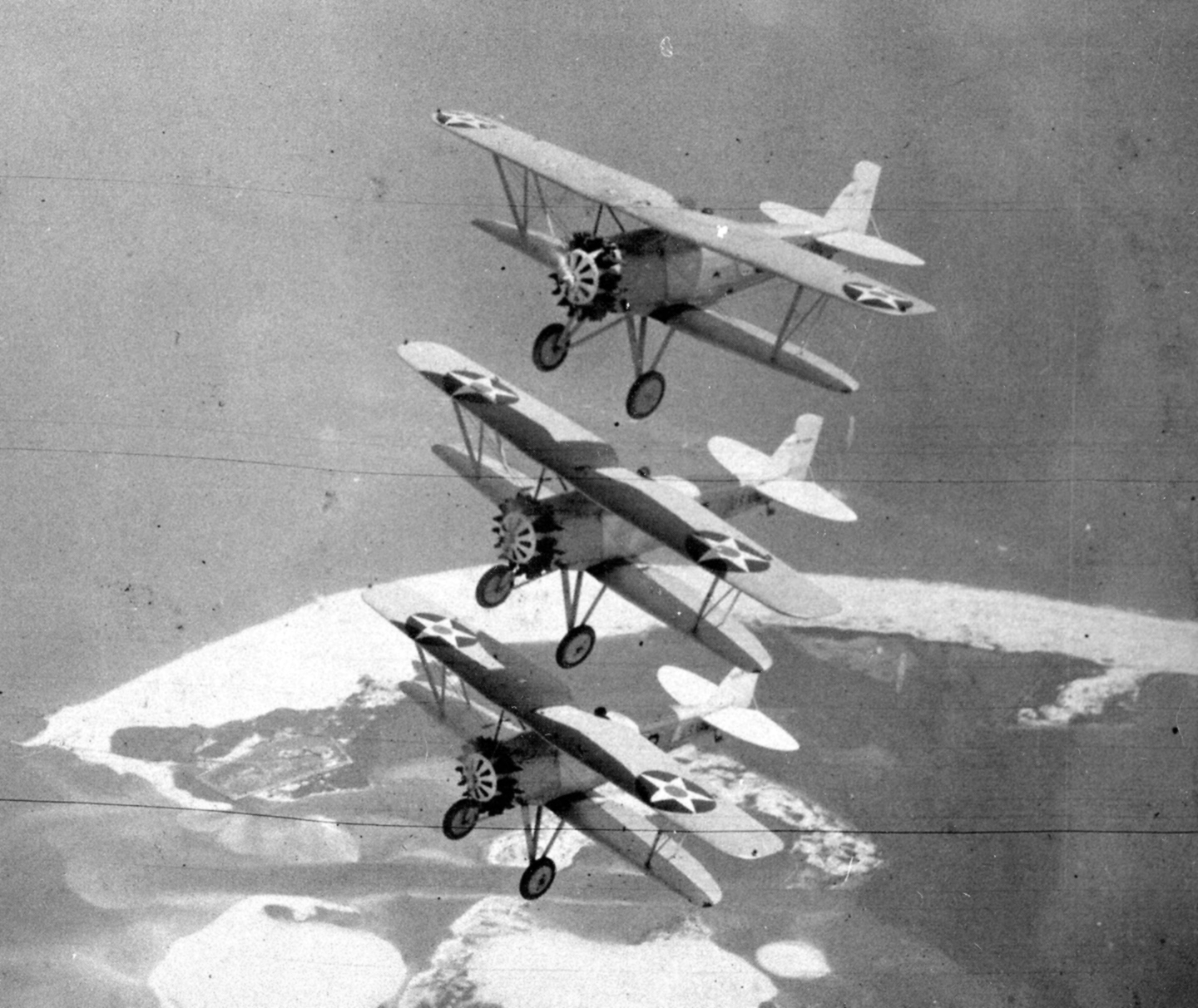
Formazione di F2B US Navy (circa 1929).

Gli esemplari iniziarono ad essere consegnati il 20 gennaio 1928 ed assegnati in parte allo squadron da caccia VF-1B ed in parte a quello da bombardamento VF-2B, entrambi in servizio sulla portaerei USS Saratoga.

### U.S. Navy flight demonstration team
Nel 1927, il Lt. Daniel Webb ("Tommy") Tomlinson comandante del VF-2B, decise di fondare la prima pattuglia acrobatica della US Navy. Attingendo al personale dello squadron VB-2B di stanza presso la Naval Air Station North Island, a San Diego, la squadra decise di adottare tre caccia Boeing F2B-1. Alla sua prima esibizione non ufficiale del gennaio 1928, a San Francisco, gli spettatori acclamarono i tre piloti soprannominandoli "Suicide Trio" (il trio suicida) benché ufficialmente fossero accreditati come "Three Sea Hawks". La prima partecipazione ad un evento pubblico come rappresentativa ufficiale della US Navy fu tra l'8 e il 16 settembre, durante la National Air Races week tenutasi presso Mines Field, l'attuale Aeroporto Internazionale di Los Angeles. Dato che il Boeing F2B-1 non era stato progettato per il volo rovesciato senza che si spegnesse il motore, il tenente Tomlinson modificò i carburatori per poter eseguire la manovra anche se per breve tempo. 
Alla fine del 1929, il Three Sea Hawks team venne sciolto quando i suoi piloti vennero trasferiti dal VB-2B ad altri reparti.

## Versioni
XF2B-1
prototipo, indicato dall'azienda come Model 69, numero di serie A7385
F2B-1
versione di produzione in serie, indicato dall'azienda come Model 69, caccia imbarcato monoposto destinato alla U.S. Navy, numeri di serie da A7424 a A7455
Model 69B
versione da esportazione, sostanzialmente simile all'F2B-1, due esemplari acquistati uno dal Brasile e l'altro dal Giappone.

## Utilizzatori
Brasile
- Marinha do Brasil

 Giappone
- Dai-Nippon Teikoku Kaigun Kōkū Hombu

 Stati Uniti
- United States Navy